# Dimorphodon
Dimorphodon macronyx
Genre
Espèce
Dimorphodon est un genre fossile de ptérosaures, appartenant à la famille des Dimorphodontidae et vivant au Jurassique inférieur. Il avait un bec inhabituel rappelant celui d'un macareux.

## Historique
le genre Dimorphodon est décrit en 1859 par le paléontologue britannique Richard Owen (1804-1892),.

### Fossiles
Selon Paleobiology Database en 2025, le genre Dimorphodon a trois collections référencées de fossiles. ces trois collections sont de l'Hettangien au Sinémurien du Jurassique inférieur, c'est-à-dire datent de 201,3 à 189,6 Ma avant notre ère.

### Répartition
Ces trois collections proviennent de deux pays, une collection du Mexique et deux collections du Royaume-Uni.

### Étymologie
Son nom signifie, en grec, « deux formes de dents ». Il a été nommé par le paléontologue Richard Owen en 1859, et il tire son nom du fait qu'il a deux types de dents bien distincts dans sa bouche : longues et pointues sur le devant, courtes et plates à l'arrière, ce qui est relativement rare chez les reptiles.

## Liste des espèces
Selon Paleobiology Database en 2025, le genre Dimorphodon a trois espèces référencées :
- †D. banthensis Theodori, 1831 sans fossile référencé[2]
- †D. macronyx Buckland, 1829 avec deux collections de fossiles du Royaume-Uni[2]
- †D. weintraubi Clark et al., 1998 avec une collection de fossile du Mexique[2].

## Description

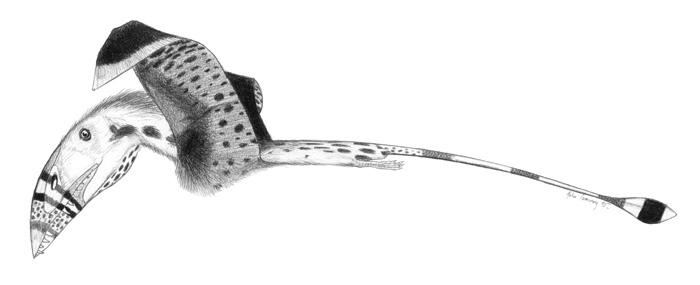
Dessin de Dimorphodon macronyx.

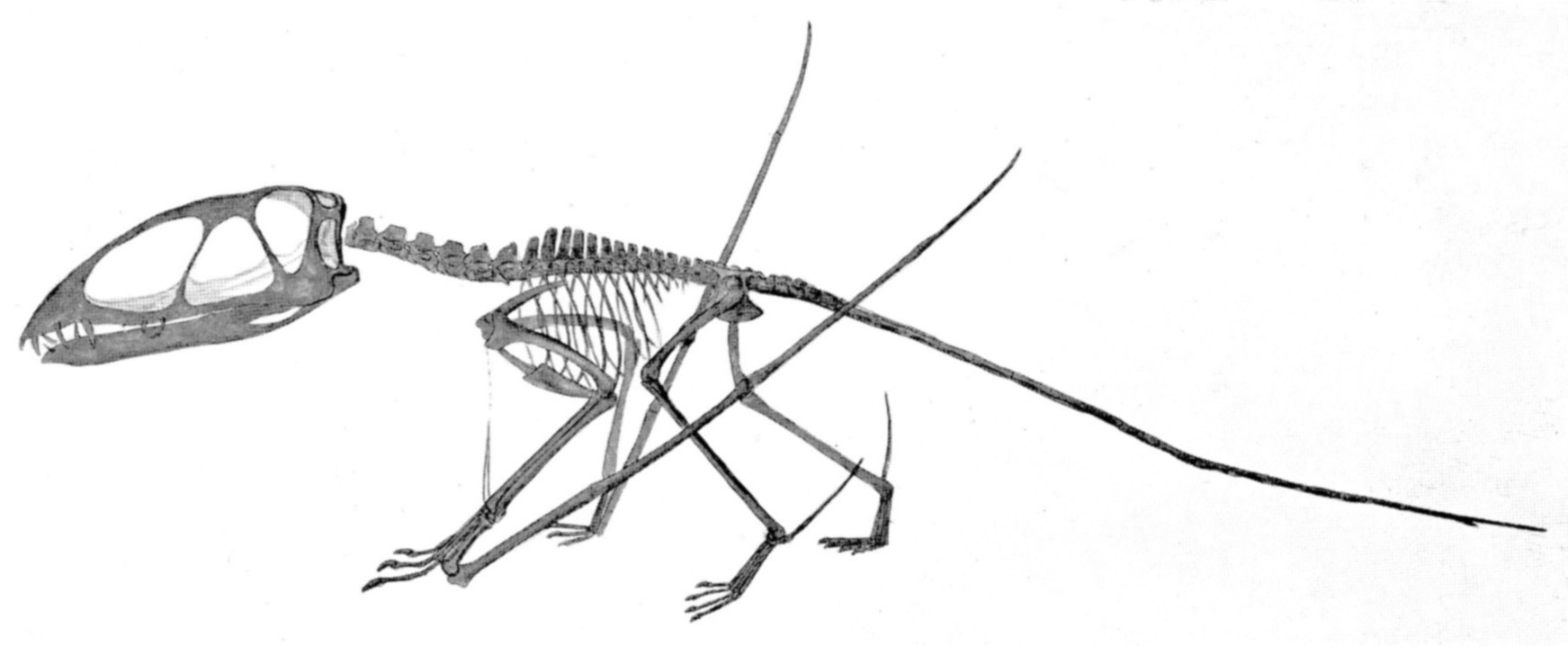
Squelette de Dimorphodon macronyx.

Il a un crâne volumineux long de 22 centimètres, dont le poids est réduit grâce à de grandes cavités séparées par de minces partitions en os. Sa structure, qui rappelle les voûtes d'un pont, a mené Richard Owen à déclarer que, pour ce qui est d'obtenir une grande résistance à partir de matériaux légers, aucune vertèbre n'était construite avec autant d'économie. La morphologie du dimorphodon montre néanmoins de nombreux caractères primitifs, comme une cavité crânienne très petite. Le cou est puissant et flexible et a peut-être une poche membraneuse sur le dessous.
On sait très peu de chose sur le style de vie de Dimorphodon. Il a été avancé que le dimorphodon était bipède, bien que des empreintes de pas fossilisées d'autres ptérosaures montrent qu'ils avançaient comme des quadrupèdes. Ses dents et ses mâchoires suggèrent qu'il était piscivore, comme la plupart des autres ptérosaures, mais il a été proposé récemment qu'il chassait peut-être des petits animaux terrestres. Il vivait probablement dans des régions côtières. La plupart des dessins le représentent avec un bec de macareux.
Des restes fossiles ont été trouvés en Angleterre. Mary Anning a découvert le premier Dimorphodon, D. macronyx, à Lyme Regis dans le Dorset, en 1828. Cette région anglaise fait maintenant partie du Patrimoine mondial de l'UNESCO sous le nom de Jurassic Coast. Le dimorphodon faisait environ 1 mètre de long, avec une envergure d'1,4 mètre.
Dimorphodon vivait il y a environ 200 à 180 millions d'années.

## Dans la culture populaire
Le dimorphodon apparait dans quelque œuvres de fiction et de jeux vidéo :
- Des dimorphodons apparaissent dans le film Jurassic World, en compagnie de ptéranodons, qui sèment la panique dans le parc à un moment du film.
- Le dimorphodon apparait dans le jeu Android "Jurassic World le jeu".
- Le dimorphodon apparait dans le jeu Ark Survival Evolved avec la possibilité d'apprivoisement, il est représenté avec des plumes.
- Le dimorphodon apparait dans le roman d'Arthur Conan Doyle, Le Monde perdu (1912).